# Mission to Moscow
Mission to Moscow is een Amerikaanse oorlogsfilm uit 1943 onder regie van Michael Curtiz. Het scenario is gebaseerd op het gelijknamige boek uit 1941 van de Amerikaanse diplomaat Joseph E. Davies.

## Verhaal
In 1936 stelt president Roosevelt de bedrijfsjurist Joseph E. Davies aan als Amerikaanse ambassadeur in de Sovjet-Unie. Onderweg naar Rusland maken hij en zijn gezin een tussenstop in Duitsland. Hij raakt er almaar meer van overtuigd dat de regering van Hitler van plan is ten oorlog te trekken.

## Rolverdeling
| Acteur              | Personage              |
| ------------------- | ---------------------- |
| Walter Huston       | Joseph E. Davies       |
| Ann Harding         | Marjorie Davies        |
| Oskar Homolka       | Maksim Litvinov        |
| George Tobias       | Freddie                |
| Gene Hockhart       | Vjatsjeslav Molotov    |
| Eleanor Parker      | Emlen Davies           |
| Richard Travis      | Paul                   |
| Helmut Dantine      | Lev Kamenev            |
| Victor Francen      | Andrej Vysjinski       |
| Henry Daniell       | Joachim von Ribbentrop |
| Barbara Everest     | Mevrouw Litvinov       |
| Dudley Field Malone | Winston Churchill      |
| Roman Bohnen        | Nikolaj Krestinski     |
| Maria Palmer        | Tanja Litvinov         |
| Moroni Olsen        | Kolonel Faymonville    |